# Hirudobdella benhami
Hirudobdella benhami är en ringmaskart som beskrevs av Mason 1976. Hirudobdella benhami ingår i släktet Hirudobdella och familjen käkiglar. Inga underarter finns listade i Catalogue of Life.